# Greensboro (condado de Orleans)
Greensboro es un lugar designado por el censo ubicado en el condado de Orleans en el estado estadounidense de Vermont. En el año 2010 tenía una población de 109 habitantes.

## Geografía
Greensboro se encuentra ubicado en las coordenadas 44°54′32″N 72°17′46″O / 44.90889, -72.29611.